# 豊田貞次郎
豊田 貞次郎（とよだ ていじろう、1885年（明治18年）8月7日 - 1961年（昭和36年）11月21日）は、日本の海軍軍人、政治家、実業家。最終階級は海軍大将。従二位勲一等。
和歌山県出身。紀伊田辺藩士・豊田信太郎の次男。海兵33期首席、海大甲種17期首席。

## 生涯

### 海軍軍人時代
旧制天王寺中学校より東京外語学校英語科を経て海軍兵学校に入校し第33期を首席卒業。同期に卒業順位第26位の豊田副武大将がいるが、大分県出身の副武とは兵学校入学まで面識がなかった他人同士である。苦労人の副武と天才肌の貞次郎はタイプこそ正反対だが、将官に昇進する頃は「両豊田」と呼ばれ、将来を嘱望された。日露戦争が終わったばかりの1905年（明治38年）11月に第33期は卒業し、東南アジア方面へ遠洋航海に出た。少尉～中尉時代は「香取」「弥生」「千歳」に乗艦、砲術・水雷学校普通科をはさんで「敷島」「薩摩」の乗組として腕を磨いた。
1910年（明治43年）大尉昇進と同時に海軍大学校乙種学生、砲術学校高等科で計1年学び、いずれも優等で卒業。翌年にイギリス駐在を命じられる。着任した豊田はオックスフォード大学に留学し、1914年（大正3年）に帰国命令が出るまで2年半にわたって勉学に励んだ。
帰国後は「比叡」分隊長を経て第4戦隊参謀に任じられた。第一次世界大戦末期、ドイツは無制限潜水艦作戦を宣言して輸送船団を無差別攻撃したため、イギリスは日本に輸送船団の護衛隊派遣を依頼した。豊田が在籍する第4戦隊は1917年（大正6年）4月、第3特務艦隊の主力としてシドニーに派遣され、オーストラリア～ニュージーランド間の船団護衛を担い、豊田も参謀に留任してシドニーで指揮を取った。この派遣直前に少佐へ昇進している。

1917年（大正6年）12月、安全が確保されたオーストラリアから第3特務艦隊は撤退し、帰国した豊田は海軍大学校に再入学し、甲種学生として2年間学んだ。この時も中学卒業以来獲得してきた首席卒業を勝ち取り、自他共に認めるエリートとなった。
卒業後は海軍省の中枢たる軍務局員に任じられ、1920年（大正9年）から1923年（大正12年）まで3年間務め、完全に幹部養成コースに乗った。この間に中佐へ昇進している。
「金剛」副長を半年務めた後、1923年（大正12年）、海外大使館附武官では首位と目されるイギリス大使館附武官に任じられ、ロンドンに向かった。ロンドン生活は4年間に及び、大佐に昇進している。しかも帰国命令は出ず、国際連盟で開催されているジュネーブ海軍軍縮会議の随員に横滑りしたため、帰国したのは1927年（昭和2年）末である。このように海外生活が非常に長いことから、海外事情は抜群に詳しかったが、国内事情には疎く、軍縮会議の随員たちとは反りが合わないことが多かった。
帰国後、「阿武隈」「山城」の艦長を歴任し、再びロンドン海軍軍縮会議の随員として渡英した。全権・財部彪の発言権は強く、豊田自身は条約の可否に対する主義主張もなかったため、豊田が口出しする余地はなかった。条約が成立して帰国すると少将に昇進し、横須賀鎮守府参謀長を経て1931年（昭和6年）に軍務局長に任じられた。
ところが就任から半年で、豊田は軍務局長を更迭される。その経緯を示す資料は残されていないが、軍令部長に就任したばかりの伏見宮博恭王大将に対して失言したためではないかと推測されている。「大臣になりたい」が口癖のエリートが、初めて挫折を経験した。大学校時代以来、ろくに軍事の学習をしていない豊田に対して宛がわれたのは、専門としていた砲術とはまったく関係のない航空本部であった。1932年（昭和7年）11月の定期異動で豊田は広工廠長に任じられた。誰もがもはや豊田の命脈は尽きたものと思っていた。
しかし、豊田はその地位に不満は持っていたものの、捲土重来の機会を伺うとともに、自らの将来に新たな展望を持つようになっていた。広工廠は先発の造船工場とは異なり、航空機整備を主力とする特殊な軍需工場であった。航空機への理解は徐々に高まりつつあったが、整備に必要な工具や部品も満足に調達できない厳しい環境にあった。現場に叩き落された豊田は、現場の窮状を肌で感じ取り、工業生産力の向上が必要であることを認めた。のちに政治家・経営者として一貫して鉄鋼業の振興に務める豊田の原点となる。
1934年（昭和9年）5月に艦政本部総務部長、1936年（昭和11年）2月に呉工廠長、1938年（昭和13年）11月に航空本部長（1939年（昭和14年）夏に3ヶ月間艦政本部長を兼任）と、12年度の佐世保鎮守府長官を除くと軍事技術の最前線での勤務が続いた。豊田は佐世保鎮守府長官時代に山本五十六海軍次官から次期次官候補として挙げられた。豊田は山本に「私が親補職（佐世保鎮守府長官）にあるからといって、（親補職ではなく宮中では格下にあたる）次官にならぬということはない」という趣旨の返書を送り、山本を鼻白ませた。この時の人事では山本が慰留されたために豊田の次官就任は白紙となったが、次官に最も近いポストである航空本部長・艦政本部長まで復帰することができた。
1940年（昭和15年）9月、豊田の雌伏の時間は終わった。海軍大臣・吉田善吾が病気辞職し、次官・住山徳太郎も退いたため、豊田に念願の次官が回ってきた。最大の懸案事項であった日独伊三国同盟の締結に向け、海軍大臣・及川古志郎を差し置いて活動した。豊田自身は三国同盟を好ましくないと認識していたが、外務省・帝国議会・陸軍が賛成している状況下で海軍が孤立することを警戒していた。同盟成立後、首相・近衛文麿に「海軍全体としては反対だが、国内の調和を優先して政治的にやむなく賛成した。対米英戦に有利になるかどうかは別問題である」と暗に対米交渉の責任は外務省と政府の責任であることを告げた。まさかその外務大臣の椅子に自身が座ることになるとは、当時の豊田は夢想だにもしなかった。
次官在任中は、次官室に歴代次官の肖像や名札を陳列し、自らの名もその末尾に連らねさせたが、井上成美はこれを「さながらナチスの第五列の如し」と皮肉り呆れている。また及川を差し置いて自らのもとで政務に関する案件を決裁してしまうことも多く、こうした行き過ぎた自己顕示欲は「豊田大臣、及川次官」という陰口となって跳ね返ってくることになった。念願の次官だっただけに、その職への執着もまた人一倍強く、内閣改造が取り沙汰されるようになりはじめると、今度はあからさまな留任工作を行った。しかし改造当日、副官らの前で「大臣は代わるが、俺は代わらないから」と豪語した直後に次官更迭の報を受け面目丸潰れとなってしまった。同じ頃、山本五十六がそろそろ潮時と連合艦隊長官を辞めたい旨を及川大臣に対して表明、「後任には古賀峯一か嶋田繁太郎、若返りを図るなら豊田副武か豊田貞次郎を推す」と書き送っている。もちろん前の二人が本命で、後の二人はどうせ名が上がるだろうからと付け足した諧謔である。

### 予備役編入後
この年、商工省では財界出身で資本主義を自ら体現するような大臣・小林一三と、同省生え抜きの新官僚で統制経済を国家百年の計として標榜する次官・岸信介が対立していた。岸はやがて企画院事件が発生するとその責任をとって次官を辞したが、その後は軍部と結託して小林に一矢報いることに奔走。年が明け、岸が同事件に関連して大臣にも軍事機密漏洩の責任があると公言するに至って、小林もまた大臣を辞めざるを得なくなった。近衛はこの小林の後任に豊田を推した。しかし現役の海軍中将である豊田がつとめることのできる閣僚は、海軍軍政を司る海軍大臣のみである。豊田は熟慮の上で、ここは海軍現役を退いて商工大臣を引き受けようと決断した。しかし転んでもただでは起きないのが豊田である。4月4日、登庁した豊田は自らの大将進級を条件に次官を依願退職するという前代未聞の辞表を及川に提出し周囲を唖然とさせた。及川はこの辞表を受理せず、豊田を大将に進級させた上で即日予備役に編入して決着を見たが、この政界転向には、普段は人の陰口など叩かない古賀峯一をして「豊田さんは出世のために海軍を踏み台にしたんだ」と言わしめるほど、省内の誰をも落胆させるような転出だった。しかし当の豊田にとっても「つい懐かしくて用もないのに海軍省の前に来てしまうことも多々あった」と後任次官の沢本頼雄に吐露するほど、不本意で後味の悪い幕切れだった。
しかし閣内で暴走する外務大臣・松岡洋右に業を煮やした近衛は、松岡に大臣辞任を迫れば逆に閣内不一致で内閣が倒れると判断、機先を制して全閣僚から辞表を取り付けると急遽参内していったん内閣総辞職し、その場で改めて組閣の大命を受けて今度は松岡抜きの第3次近衛内閣を組織した。近衛はこの松岡の後任の外務大臣に、わずか3か月前に商工大臣に就任したばかりの豊田を横滑りさせるという。かつて三国同盟の締結に関する責任をなすり付けた外務省の所轄大臣となることにはさすがに気が引けて豊田は再三これを固辞したが、海軍の先輩であり同郷でもある駐米大使・野村吉三郎との連携がうまくいくことを期待した近衛に押し切られた。これ以後豊田は東京にあって、ワシントンで日米交渉を続ける野村・来栖両大使を支えた。豊田は近衛が訪米、ないしハワイを訪問してアメリカ大統領フランクリン・ルーズベルトと直接会談を行うという秘策をもって交渉を進めたが、そうした外交交渉の傍らで開戦準備を同時に進める日本の姿勢を警戒したアメリカは、次第に外交交渉そのものが実は開戦準備の一環としての空芝居なのではないかという疑念を募らせていく。結局二国間の主張は平行線を描くのみで進展がなく、これに近衛も嫌気して結局内閣を放り出すこととなった。外務大臣も在任約3か月で辞職した。
その後間もなく豊田は日本製鐵の社長に招聘された。海軍時代から関心があった鉄鋼増産の現場にようやく立つことができた。製鉄労働者不足のために1941年（昭和16年）下半期から1942年（昭和17年）上半期にかけて鉄鋼生産が減少しており、克服のために鉄鋼統制会が結成され、豊田が会長に就任した。小学校卒業生や朝鮮人労働者の就労強化策、または離職防止策、福利厚生の充実化を推進した。これにより労働力の確保には成功したものの、やがて戦局の悪化によって原料の確保が困難になり、鉄鋼生産力は減少の一途をたどる。
しばらく政治から離れていたが、1943年（昭和18年）3月、東條内閣より内閣顧問として招聘された。軍需物資の陸海軍配分比率で陸海軍が激しく対立しており、打開策を求められたものの、豊田の思惑通りには進まなかった。豊田が再び閣僚となるのは鈴木内閣の時で、軍需大臣と運輸通信大臣を兼摂したが、もはや生産基盤は破壊し尽くされており、豊田に打つ手はなかった。
鈴木貫太郎内閣最後の御前会議でのエピソード
昭和20年（1945年）8月14日の午前8時、鈴木貫太郎首相の奏請という形で、その日の午前10時から、急遽最後の御前会議が開催される事に決まった。
当時は真夏であり、宮中参内等の特別な行事でもない限り、閣僚の中には軽装の者もいた。
その日、豊田貞次郎軍需相は開襟シャツで、ネクタイを着用していなかった。急遽御前会議が決まり、豊田は盛んに「困った、困った」と言った。
すると、見るに見かねた首相官邸のある職員が、あまり上等ではないネクタイを一本見付けて来た。豊田は開襟シャツの襟を無理矢理すぼめてネクタイを締めようとしたが、なかなか上手くいかなかったので、岡田忠彦厚相がネクタイを結ぶのを手伝った。
その光景を見ていた迫水久常内閣書記官長は、微笑ましく思ったという。そして、大臣達も一般国民と同じように国の苦難を受け止め、からだで体験しているのだという思いが迫水の頭の中をかすめたという。

### 戦後
戦後、1945年10月5日、貴族院議員に勅選され、1946年（昭和21年）3月8日まで在任。同年8月、公職追放となり、1952年（昭和27年）3月に解除となった。1958年（昭和33年）、ブラジルの鉄鋼開発合弁企業・日本ウジミナスの会長に就任し、鉄鋼に注ぎ込んだ後半生の最後を飾った。1961年（昭和36年）11月21日、腎臓癌で死去。享年76。墓所は青山霊園(1イ4-22)。

## 栄典
位階
- 1907年（明治40年）2月12日 - 正八位[6]
- 1921年（大正10年）1月20日 - 正六位[7]
- 1924年（大正13年）12月27日 - 従五位[8]
- 1930年（昭和5年）2月15日 - 正五位[9]
- 1935年（昭和10年）4月1日 - 従四位
- 1937年（昭和12年）12月15日 - 正四位[10]
- 1941年（昭和16年）4月15日 - 従三位[11]

勲章
- 勲一等旭日桐花大綬章：1961年（昭和36年）11月21日（没後叙勲）
- 勲一等旭日大綬章：1940年（昭和15年）4月29日
- 勲一等瑞宝章 ：1941年（昭和16年）5月9日[12]

外国勲章佩用允許
- 1942年（昭和17年）2月9日 -   勲二等白象勲章[13]
- 殊功勲章
- 1944年（昭和19年）6月23日 - 満州国国勢調査紀念章[14]

## 親族
- 妻：満子（武田秀雄の娘）[1]
- 義理父：　武田秀雄（海軍中将、三菱造船・三菱電機会長、滝乃川学園理事）
- 義理叔父：　武田秀山（陸軍少将、日本体育大学所長）
- 義理従兄：　武田秀一（陸軍中将）
- 次男：　武田光雄（のちに義理父・武田秀雄の養子、海兵70期、海軍大尉）
- 娘：山本満喜子（山本祐二妻。次男は『まあちゃん こんにちは』（文芸春秋、1960）の著者の山本祐義）[15]